# Championnat d'Argentine masculin de volley-ball
 (avril 2017).
Le Championnat d'Argentine de volley-ball masculin est la compétition nationale majeure, créée en 1996.

## Palmarès
| Année | Champion                                                     | Finaliste                                                    | Troisième                                                    |
| ----- | ------------------------------------------------------------ | ------------------------------------------------------------ | ------------------------------------------------------------ |
| 1997  | Peñarol Mar del Plata                                        | Boca Juniors                                                 | Club Italiano Mendoza de Regatas                             |
| 1998  | Luz y Fuerza                                                 | Ferro Carril Oeste                                           | Obras San Juan Club Náutico Hacoaj                           |
| 1999  | River Plate                                                  | Club de Amigos                                               | Olympikus de Azul Universidad Buenos Aires                   |
| 2000  | Náutico Hacoaj                                               | Olympikus de Azul                                            | Club de Amigos Universidad Buenos Aires                      |
| 2001  | Olympikus de Azul                                            | Club de Amigos                                               | Obras San Juan Club Náutico Hacoaj                           |
| 2002  | Rojas Scholem                                                | Universidad Buenos Aires                                     | Vélez Sársfield Olympikus de Azul                            |
| 2003  | Ciudad de Bolívar                                            | Rojas Scholem                                                | Alianza Córdoba River Plate                                  |
| 2004  | Ciudad de Bolívar                                            | Social Monteros                                              | Club de Amigos                                               |
| 2005  | Social Monteros                                              | Ciudad de Bolívar                                            | Rosario Scholem Sonder Vélez Sarsfield                       |
| 2006  | Club de Amigos                                               | Rosario Sonder                                               | Alianza Córdoba Ciudad de Bolívar                            |
| 2007  | Ciudad de Bolívar                                            | Gigantes del Sur                                             | Boca Juniors CA Belgrano                                     |
| 2008  | Ciudad de Bolívar                                            | Chubut Volley                                                | Gigantes del Sur La Unión de Formosa                         |
| 2009  | Ciudad de Bolívar                                            | La Unión de Formosa                                          | Gigantes del Sur UPCN San Juan                               |
| 2010  | Ciudad de Bolívar                                            | UPCN San Juan                                                | Gigantes del Sur La Unión de Formosa                         |
| 2011  | UPCN San Juan                                                | Ciudad de Bolívar                                            | La Unión de Formosa Buenos Aires Unidos                      |
| 2012  | UPCN San Juan                                                | Boca Juniors                                                 | La Unión de Formosa Ciudad de Bolívar                        |
| 2013  | UPCN San Juan                                                | Buenos Aires Unidos                                          | Sarmiento Santana Textiles Ciudad de Bolívar                 |
| 2014  | UPCN San Juan                                                | Lomas Vóley                                                  | Sarmiento Santana Textiles Boca Juniors                      |
| 2015  | UPCN San Juan                                                | Ciudad de Bolívar                                            | Boca Juniors Lomas Vóley                                     |
| 2016  | UPCN San Juan                                                | Ciudad de Bolívar                                            | Lomas Vóley Obras San Juan                                   |
| 2017  | Ciudad de Bolívar                                            | UPCN San Juan                                                | Ciudad de Buenos Aires Lomas Vóley                           |
| 2018  | UPCN San Juan                                                | Ciudad de Bolívar                                            | Lomas Vóley Ciudad de Buenos Aires                           |
| 2019  | Ciudad de Bolívar                                            | Obras San Juan                                               | UPCN San Juan Libertad San Jerónimo Norte                    |
| 2020  | Le championnat est annulé à cause de la pandémie de Covid-19 | Le championnat est annulé à cause de la pandémie de Covid-19 | Le championnat est annulé à cause de la pandémie de Covid-19 |
| 2021  | UPCN San Juan                                                | Ciudad de Bolívar                                            | Obras San Juan UVT Trinidad                                  |
| 2022  | Ciudad de Bolívar                                            | UPCN San Juan                                                | Policial Formosa Once Unidos                                 |
| 2023  | Ciudad de Buenos Aires                                       | UPCN San Juan                                                | Social Monteros Libertad San Jerónimo Norte                  |
| 2024  | Ciudad de Bolívar                                            | Policial Formosa                                             | UPCN San Juan River Plate                                    |